# RNA transfer

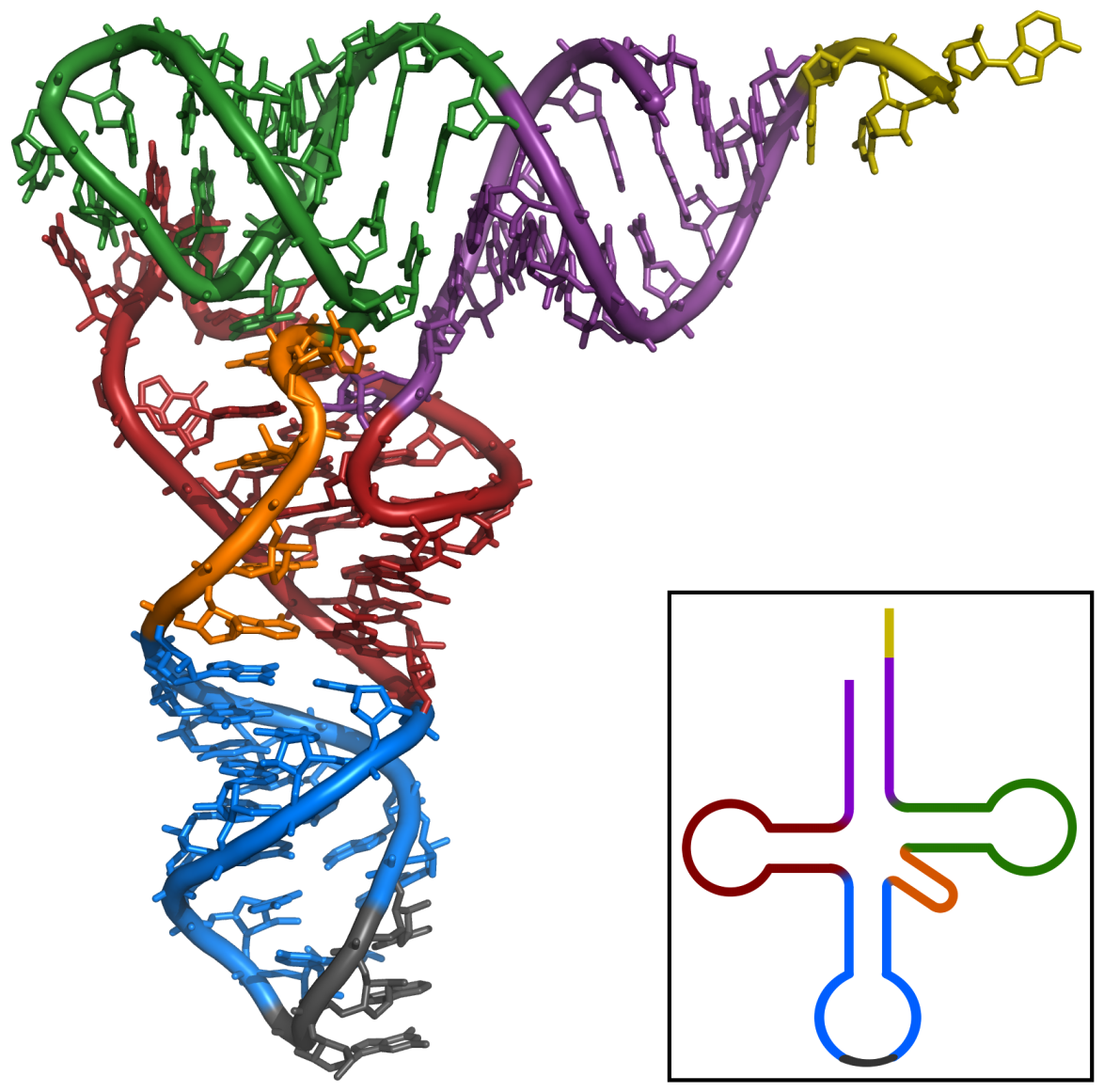
Struttura tridimensionale del tRNA (tRNA^{Phe} di lievito), con la caratteristica struttura ad L

L'RNA transfer (o RNA di trasporto o ARN di trasporto), abbreviato in tRNA o ARNt, è una piccola catena di RNA (costituita da circa 70-90 nucleotidi) che trasferisce un amminoacido specifico di una catena polipeptidica in crescita al sito ribosomiale della sintesi proteica durante la traduzione. Il tRNA ha un sito di attacco per l'amminoacido ed una regione con tre basi (nucleotidi), chiamata anticodone, che riconosce il corrispondente codone a tre basi dell'mRNA attraverso l'appaiamento di basi complementari. Ogni tipo di molecola di tRNA può legarsi ad un solo tipo di amminoacido, ma essendo presenti nel DNA tipi diversi di codoni che specificano uno stesso amminoacido, molti tipi di tRNA con anticodoni differenti possono portare lo stesso amminoacido.
La molecola di RNA transfer è dunque il dispositivo "adattatore" ipotizzato da Francis Crick, che media il riconoscimento della sequenza del codone nell'mRNA e permette la sua traduzione nell'amminoacido appropriato.

## Struttura del tRNA

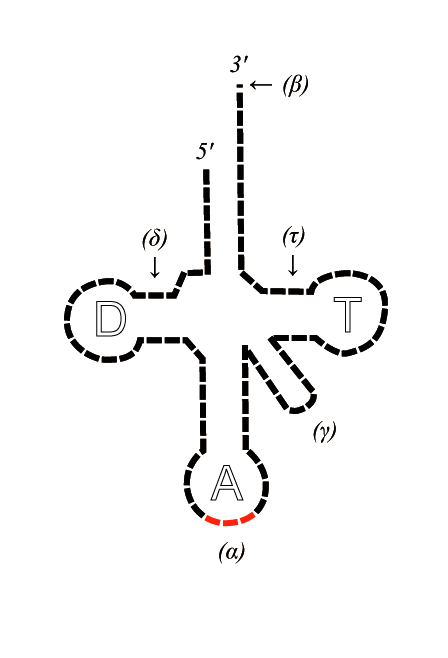
Rappresentazione schematica della struttura del tRNA

Il tRNA ha una struttura primaria (l'ordine dei nucleotidi da 5' a 3'), una struttura secondaria (chiamata comunemente struttura a quadrifoglio), ed una struttura terziaria (tutti i tRNA hanno una simile struttura 3D a forma di L che permette loro di entrare nei siti P ed A dei ribosomi). La struttura primaria venne descritta nel 1969 da Robert W. Holley. Le strutture secondaria e terziaria derivarono dagli studi con la cristallografia a raggi X effettuati indipendentemente nel 1974 da due gruppi di ricerca, uno statunitense ed uno britannico, capeggiati rispettivamente da Alexander Rich ed Aaron Klug.

### Caratteristiche
Le braccia che caratterizzano la struttura secondaria a trifoglio del tRNA presentano le seguenti strutture e funzioni.
- Il braccio accettore (chiamato anche braccio amminoacidico) è composto di 7 paia di basi (i nucleotidi che si appaiano sono quelli 5'- e 3'-terminali). Il gruppo ossidrile al 3' è utilizzato per l'attacco dell'amminoacido. Al 5' c'è un gruppo fosfato. Il braccio accettore può presentare nucleotidi ed appaiamenti diversi da quelli classici individuati da James Watson e Francis Crick.
- Alla terminazione 3' del braccio, in particolare, è presente un trinucleotide molto conservato dalla sequenza CCA (detta anche coda CCA). Questa sequenza è importante per il riconoscimento dei tRNA durante la traduzione. Nei procarioti la coda CCA è trascritta, mentre negli eucarioti è aggiunta dopo la trascrizione, nel corso del processamento del tRNA.
- Il braccio D è una regione contenente un loop che presenta spesso diidrouridina; sembra svolgere un ruolo importante nel riconoscimento del tRNA a opera dell'Aminoacil-tRNA sintetasi.
- Il braccio A (o braccio dell'anticodone) è composto da 7 nucleotidi di cui i 3 centrali formano l'anticodone.
- Il braccio T, composto da 7 basi, contiene una sequenza molto conservata TΨC; sembra svolgere un ruolo importante nel riconoscimento del tRNA a opera del ribosoma.

Esistono numerose basi modificate, solitamente attraverso metilazione. Tali modificazioni sono più frequenti presso i nucleotidi fiancheggianti o componenti l'anticodone. La terza base dell'anticodone, ad esempio, è spesso modificata in inosina (derivata dall'adenina) o in pseudouridina (derivata dall'uracile).

### L'anticodone

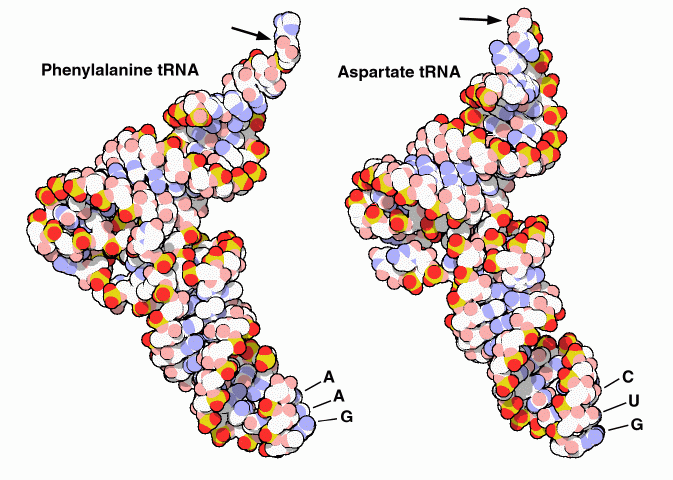
Struttura tridimensionale di due amminoacil-tRNA. Quello a sinistra trasporta fenilalanina, quello a destra aspartato. Si noti che gli amminoacidi (frecce in alto), a confronto con i tRNA che li trasportano, hanno una dimensione molto ridotta. Le tre basi che compongono gli anticodoni sono riportate in basso

Un anticodone è costituito da tre nucleotidi che corrispondono alle tre basi del codone letto dal mRNA. Ogni specifico anticodone di tRNA contiene una sequenza (tripletta) che può appaiarsi ad uno o più codoni per uno stesso amminoacido. Ad esempio, un codone per la lisina è AAA; l'anticodone della lisina deve essere UUU. Il codice genetico però è ridondante, e ad alcuni amminoacidi corrispondono più codoni di mRNA (quindi più anticodoni di tRNA). Questo comporta che codoni diversi possano codificare per lo stesso amminoacido, oppure che l'appaiamento sia accurato per le prime due basi mentre per la terza può esistere una tolleranza agli appaiamenti "sbagliati". Alcuni anticodoni infatti possono appaiarsi a più di un codone, in base ad un fenomeno chiamato wobble pairing (o appaiamento incerto). Nel codice genetico è comune che un singolo amminoacido occupi tutte e quattro le possibilità della terza posizione; ad esempio la glicina è codificata dai codoni GGU, GGC, GGA e GGG.
Per permettere una corrispondenza uno a uno tra molecole di tRNA e codoni, ci sarebbe bisogno di 61 molecole di tRNA per cellula. Invece le cellule contengono meno di 61 tipi di tRNA perché la base "incerta" (fenomeno del wobble pairing) è capace di legarsi a molti - non necessariamente tutti - codoni che specificano un particolare amminoacido.

### Amminoacilazione
L'amminoacilazione è il processo di aggiunta di un gruppo amminoacile ad un composto. Questo produce delle molecole di tRNA con i loro CCA 3' terminali legati covalentemente ad un amminoacido.
Ogni tRNA è amminocilato (o caricato) con uno specifico amminoacido dall'amminoacil-tRNA sintetasi. Esiste soltanto una amminoacil-tRNA sintetasi per ogni amminoacido, nonostante il fatto che possa esserci più di un tRNA e più di un anticodone per ogni amminoacido. Il riconoscimento del tRNA appropriato da parte della sintetasi non è mediato soltanto dall'anticodone ed il sito accettore spesso gioca un ruolo importante.
Reazione:
1. amminoacido + ATP → amminoacil-AMP + PPi
2. amminoacil-AMP + tRNA → amminoacil-tRNA + AMP

## Geni che codificano i tRNA
Gli organismi variano nel numero di geni che codificano per il tRNA. Il verme nematode C. elegans, un organismo utilizzato come modello negli studi di genetica, ha 19000 geni nel suo genoma nucleare, 659 dei quali codificano per i tRNA. Nel genoma umano, che secondo stime del 2013 ha circa 21000 geni, ci sono 497 geni nucleari che codificano molecole di tRNA citoplasmatiche e 324 pseudogeni.
I geni per tRNA citoplasmatico possono essere raggruppati in 49 famiglie secondo le caratteristiche del loro anticodone. Questi geni si trovano su tutti i cromosomi, tranne i cromosomi 22 ed Y.
Le molecole di tRNA sono trascritte (nelle cellule eucariote) dalla RNA polimerasi III, diversamente dall'RNA messaggero (mRNA), che è trascritto dalla RNA polimerasi II.